# Seison nebaliae
Seison nebaliae är en hjuldjursart som beskrevs av Grube 1861. Seison nebaliae ingår i släktet Seison och familjen Seisonidae. Inga underarter finns listade i Catalogue of Life.